# Lenmag
| Energia 534 kcal 2234 kJ                                                                        |         |
| Szénhidrátok                                                                                    | 28.88 g |
| - Cukrok 1.55 g                                                                                 |         |
| - Étkezési rostok 27.3 g                                                                        |         |
| Zsír                                                                                            | 42.16 g |
| Fehérje                                                                                         | 18.29 g |
| Riboflavin (B2-vitamin) 0.161 mg                                                                | 13%     |
| Niacin (B3-vitamin) 3.08 mg                                                                     | 21%     |
| Pantoténsav (B5-vitamin) 0.985 mg                                                               | 20%     |
| B6-vitamin 0.473 mg                                                                             | 36%     |
| Folsav (B9-vitamin) 0 μg                                                                        | 0%      |
| C-vitamin 0.6 mg                                                                                | 1%      |
| Kalcium 255 mg                                                                                  | 26%     |
| Vas 5.73 mg                                                                                     | 44%     |
| Magnézium 392 mg                                                                                | 110%    |
| Foszfor 642 mg                                                                                  | 92%     |
| Kálium 813 mg                                                                                   | 17%     |
| Cink 4.34 mg                                                                                    | 46%     |
| A százalékos értékek az amerikai felnőttek számára javasolt napi mennyiségre (RDA) vonatkoznak. |         |

Ez a szócikk a lenmagról szól. A len haszonnövény biológia leírása itt található: len.
A lenmagot (Lini semen) már a Kr. e. 14. században is termelték és használták gyógyszerként. Erre bizonyíték, hogy az egyiptomi sírkamrákban a halottak mellett találtak lenmagokat, melyeket valószínűleg útravalónak szánták a túlvilági útra. Hippokratész már Kr. e. 500 körül említi a lenmagot testi fájdalmak, hurut és hasmenés elleni gyógyszerként. A VIII. Magyar Gyógyszerkönyvben házi lenmag (Lini semen)  néven hivatalos drog.  

A len (Linum usitatissimum L.) Népies nevei: kultúrlen, termesztett len, házi len. A lenfélék (Linaceae) családjába tartozik. A növény rostjáért és olajos magjáért termesztett, 30–80 cm magasra növő, egyéves, kék virágú, haszon-, és gyógynövény. Csak Közép-Európában termesztik. A növény szára legtöbbször egyenesen áll, és csak a virágzatnál ágazik el, sárgásbarna olajos magjai toktermésben (lengubó) fejlődnek. A magok tojás alakúak, laposak, fényes barna színűek, 5–6 mm hosszúak, az egyik végükön hegyesek. A len magját a jelen korban egyaránt használják ipari és gyógyászati célokra.

## Gazdasági haszna

### Lenolajkence
A len magjából hideg és meleg sajtolással (extrahációval) is nyernek ki zsíros, száradó olajat. Ez a festékgyártásban leggyakrabban használt és legismertebb növényi olaj.  A festékek értékes kötőanyag alkotórésze, a felhasználásával készült festéknek nemcsak rugalmasságot, hanem jó terülő képességet biztosít. A lenolaj önmagában nagyon lassan szárad (3-8 nap), és erősen besárgul. Ennek javítására a préselés után víztelenítési, nyálkátlanítási, fehérítési és savtalanítási eljárásokat használnak. Szárító adalék hozzáadásával pedig a száradási idő 1/5–1/8-ára csökken. Az ilyen javított, finomított minőségű anyagot lenolajkencének, vagy firnisznek nevezik.

### Lenolaj-standolaj
A standolaj lenolaj sűrűre főzésével előállított, értékes kötőanyag a lakkokhoz, lazúrokhoz és falfestékekhez – a lenolaj hő hatására polimerizálódott változata. A főzést levegőtől elzárva, 290–300 °C-on végzik. A standolajos bevonatok időjárás- és vízállósága lényegesen jobb, mint a lenolajé. Az előállított lakkfilmek kevésbé sárgulnak, rugalmasabbak és ellenállóképesebbek, fényesebbek és jobb terülési tulajdonságokkal rendelkeznek. A kezeletlen lenolajjal készített bevonatokkal szemben, vízben gyakorlatilag nem duzzadnak. A lenolaj-zsírsav lenolajból glicerin lehasításával nyert természetes zsírsav. Adagolása a földfestékek, ásványi pigmentek használhatóságát javítja.

### Káliszappan
Tiszta lenolajból kálilúggal, vagy hamuzsírral való elszappanosítással állítanak elő, vízben gyengén oldódó, könnyen lebomló, ápoló hatású tisztítószert, ezt lenolaj-káliszappan, vagy csak egyszerűen káliszappan néven ismerjük.

## Hatóanyagai
A len magját (Lini semen) használják gyógyászati célokra. A magok tojás alakúak, laposak, fényes barna színűek, 5–6 mm hosszúak, az egyik végükön hegyesek. A lenmag nyálkaanyagot, zsíros olajat (linol-, linolénsav, olajsav gliceridjeit), fehérjét, cianogén glikozid keveréket tartalmaz. A lenmag 35% zsiradékot tartalmaz, aminek 72%-a esszenciális, a szervezet számára nélkülözhetetlen. Ebből 58% nélkülözhetetlen zsírsav, amiből a szójababban 9% van, a tökmagban 15%, és a dióban 5%. Más táplálékunkban nem fordul elő, vagy csupán jelentéktelen mennyiségben. Gazdag A-, B-, C-, D- és E-vitaminban.

## Gyógyhatásai
Agyműködést serkentő és koleszterinszint csökkentő hatása miatt ér- és szívbetegségben szenvedőknek ajánlott a fogyasztása. A lenmagot bélrenyheség, bélmegbetegedések és székrekedés esetén az emésztés szabályozására használják. Székrekedés esetén a lenmag hatását úgy fejti ki, hogy a bélben megduzzad, ezáltal tágulási inger lép fel, mely serkenti a vastagbélben a perisztaltikát. Az a feltevés, miszerint kéksav-tartalma (hidrogén-cianid) miatt nagy mennyiségben történő fogyasztása mérgezést okozhat, nem bizonyított. A lenmagpogácsát és a porított magot meleg borogatásként alkalmazva kelések és furunkulusok kezelésére használják. Nyákkészítmények formájában gyomor- és bélmegbetegedések, ízületi és egyéb gyulladások kezelésére is sikerrel alkalmazzák. Omega-3 (linolénsav) tartalmának szerepe van az érelmeszesedés kialakulásának megelőzésében.

## Felhasználása
Nem csak a lenmag, hanem a belőle nyert lenolaj (Oleum lini)  is, mind több teret hódít táplálkozásunkban. Napról napra újabb és újabb felfedezések bizonyítják gyógyhatását, serkenti az agyműködést, megakadályozza koleszterin lerakódását, így csökkenti a koleszterinszintet, segít az ízületi gyulladásokon, a légutak gyulladásos megbetegedésein, a májjal kapcsolatos betegségekben, bőrbetegségeken, ekcémán, kedvezően befolyásolja a bőr életműködéseit. Hatásos még a  a gyomorsav termelésére,  gyomorfekély, cukorbetegség esetén  is jótékonyan hat. Kozmetikumokban használva, például puhává, selymessé teszi a hajat.  
A lenmag használata a modern táplálkozásban kiemelkedő. Az egyre több túlfinomított élelmiszer között a feldolgozatlan lenmag szinte egyedülálló. A legtisztább és legtöbb esszenciális olajat tartalmazza, amire a szervezetnek szüksége lehet. Ezzel a tulajdonságával ez egyik legértékesebb táplálékunkká válhat. Az emberi szervezet sejtjei, amelyek lenolajat tartalmaznak, sokkal ellenállóbbak, mindenféle szempontból kevésbé sebezhetők, mint a közönséges zsírokkal ellátott test.

## Termesztése
A lenmagot széles körben termesztik világszerte, mivel nagyon tápláló és sokoldalú élelmiszer-alapanyag. 2021-ben a lenmagot több mint 40 országban termesztették, és az éves termés mennyisége meghaladta a 3,8 millió tonnát.
A világ legnagyobb lenmag termelői közé tartozik Oroszország, Kazahsztán, Tunézia, Kanada és Kína. Ezek az országok a 2021-es termelésük alapján az első öt helyen álltak. 2021-ben Oroszország és Kazahsztán az éves termés több mint felét (54%) adták a világ lenmag termelésének. 

## Fogyasztási módjai

### Egészben
Az aprítatlan lenmagokat sok folyadékkal, legalább tízszeres hígításban alkalmazva használják, a hatás 12 óra elteltével jelentkezik. Felhasználják még sütőipari termékek díszítésére, mellyel a termék beltartalmi értékét is növelik.

### Őrölve
Az egészségesek számára ajánlatos, ha frissen őrölt lenmagot fogyasztanak reggelire, szójával, napraforgóval, szezámmal egy kis lekvárral, vagy gyümölccsel esetleg sóval vagy fahéjjal is ízesítve.

### Sajtolva
Mivel nehezebb megemészteni a ledarált magot, így a súlyos betegek diétájában, a nyersen préselt olajat fogyasszák salátára, illetve túróval. A hidegen sajtolt lenolaj bioélelmiszer boltokban beszerezhető. Hideg ételek, saláták ízesítésére fűszerolajként használható. Ajánlott mennyiség: 1-2 evőkanál.

### Lenmagtea
Ha teát főzünk a lenmagból, előtte megőrölhetjük, a magot egészben is megfőzhetjük. Mivel kemény, zárt magról van szó, sokáig kell főzni, legalább fél órán át.
Két evőkanál frissen összetört lenmagot tegyünk 3 dl hideg vízbe, majd hagyjuk 20-25 percig duzzadni. Ezt követően kissé melegítsük fel, majd szűrjük le. Székrekedés esetén kortyonként fogyasszuk.

### Borogatás
3-6 evőkanál frissen összetört lenmagot tegyünk mullzsákocskába, forrázzuk le, és tegyük a beteg testrészre bőrfekélyek, furunkulusok esetén.

### Kivonat
Egy magyar kutatók által megalkotott, világszabadalmi bejelentéssel védett eljárás segítségével a lenmagból – és négy másik növényfaj magjából (kendermag, máriatövis-mag, fűszerköménymag és citrommag) – a hatóanyag koncentráltabb formában nyerhető ki. Ilyen módon létrehozott lenmag-kivonat készül a battonyai HerbaPharm gyógynövény-feldolgozó üzemben.

## Ellenjavallt
Kéksav-tartalma (hidrogén-cianid) miatt csecsemőknek, kisgyerekeknek nem adható!
A gyógyszerek felszívódását befolyásolhatja, ezért a lenmag és valamely másik szer alkalmazása között legalább 2 óra teljen el!